# Bahnhof Börgönd

Der Bahnhof Börgönd ist ein Bahnhof („állomás“) nahe der gleichnamigen zu Székesfehérvár gehörenden Siedlung im Komitat Fejér in Ungarn.

## Lage
Der Bahnhof befindet sich etwa drei Kilometer südlich der Siedlung Börgönd. Eineinhalb Kilometer weiter südwestlich liegt der Flugplatz Börgönd.

## Bahnanlagen
Der Bahnhof besitzt an den beiden Ausfahrten je ein Wärterstellwerk sowie eine Befehlsstelle im Empfangsgebäude. Sämtliche Hauptsignale sind Formsignale. Es gibt fünf Hauptgleise, zwei Ladegleise sowie an beiden Bahnhofsköpfen je ein Ausziehgleis.

## Bahnstrecken
Die Bahnstrecke Székesfehérvár–Pusztaszabolcs verläuft von Nordwesten nach Südosten durch den Bahnhof. Zudem beginnen im Bahnhof zwei weitere Strecken; die Bahnstrecke Börgönd–Tapolca zweigt nach Westen ab, während die Bahnstrecke Börgönd–Sárbogárd nach Süden verläuft.

## Zugverkehr
Im Dezember 2012 wurde der Reiseverkehr in Börgönd eingestellt, jedoch nach Beschwerden der Anwohner im Dezember 2013 wieder aufgenommen.
Im Fahrplanjahr 2021 hielten an Werktagen vier der neun Zugpaare der Linie S440 auf der Kursbuchstrecke 44 in Börgönd, sonntags verkehrt ein Zug weniger. Die drei Zugpaare der Linie S450 Székesfehérvár–Sárbogárd fahren zwar durch den Bahnhof, besitzen jedoch keinen Verkehrshalt.
| Linie | Zuglauf                                                                                     | Zugpaare pro Tag * | Beförderer     | Fahrzeug- einsatz |
| ----- | ------------------------------------------------------------------------------------------- | ------------------ | -------------- | ----------------- |
| S440  | Székesfehérvár – Börgönd – Seregélyes – Seregélyes-Szőlőhegy – Zichyújfalu – Pusztaszabolcs | Vier               | MÁV-START Zrt. | 426               |

## Trivia
Der etwas abgelegene Bahnhof und sein Betriebspersonal dienten im Jahr 2006 als Kulisse für einen kurzen Werbefilm über Nudeln der Firma Gyermelyi.